# Bristol 403

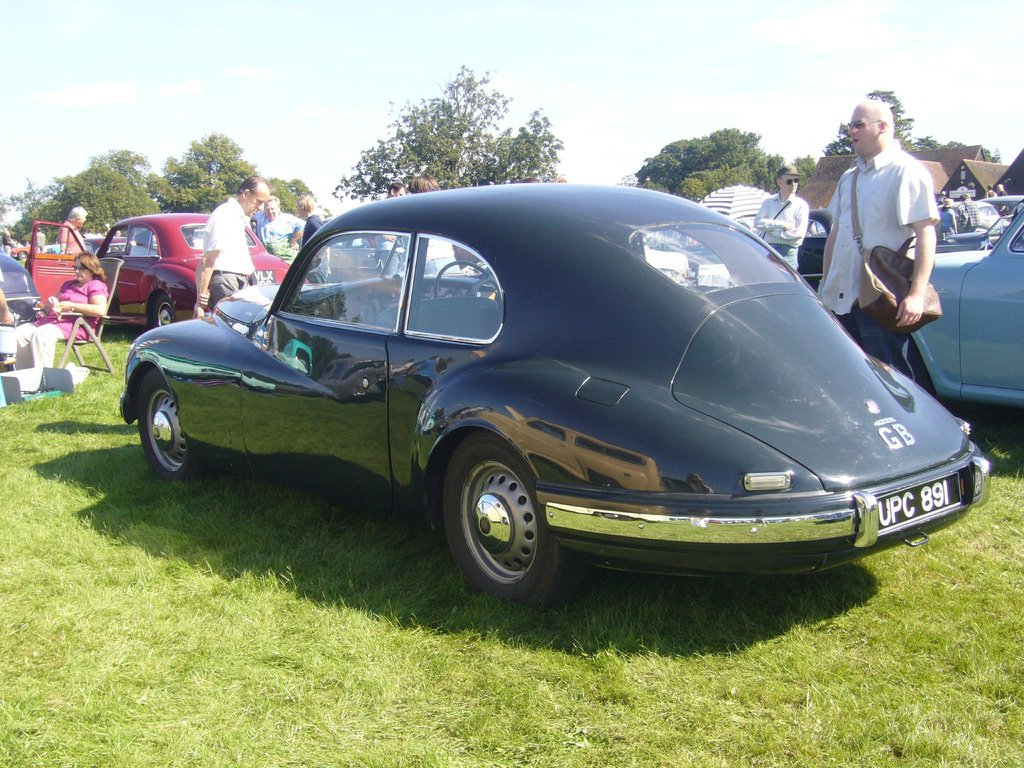
Die aerodynamisch hoch effiziente Heckpartie des 403

Der Bristol 403 war ein Sportwagen des britischen Automobilherstellers Bristol Aeroplane Company (später: Bristol Cars), der 1953 den sehr ähnlich konzipierten Bristol 401 ablöste.

## Entwicklungsgeschichte
Der 403 unterschied sich von seinem Vorgänger durch eine Reihe technischer Änderungen, die, so die britische Fachpresse, „aus einem bereits exzellenten Auto ein einzigartiges machten“.
Die wesentlichste technische Neuerung war die Einführung eines stärkeren Motors, eine 100A genannte Version des bekannten Sechszylinders, der nunmehr eine Leistung von 100 hp (75 kW) bei 5000 Umdrehungen pro Minute abgeben konnte. Dazu wurden die Ventile vergrößert. Die Kurbelwelle erhielt stärkere Lagerzapfen mit 54 statt 51 mm Durchmesser. Die Leistungssteigerung ließ die Höchstgeschwindigkeit des 403 auf über 100 Meilen pro Stunde (ca. 160 km/h) ansteigen. Zugleich stieg die Durchzugskraft des Motors im mittleren Drehzahlbereich ab 2.500 Umdrehungen pro Minute spürbar. Zu den weiteren Änderungen gehörte die Einführung neuer, stärkerer Bremsen mit einem Trommeldurchmesser von 28 cm, die der höheren Endgeschwindigkeit des Autos Rechnung trugen. Zugleich wurde der bislang als erheblich empfundene Kraftaufwand, der beim Betätigen des Bremspedals anfiel, reduziert. Veränderungen an der Vorderachse beseitigten schließlich die beim 401 bemängelte Neigung zum Übersteuern.
Die aerodynamisch hoch entwickelte Karosserie des 401 blieb dagegen weitestgehend unverändert. Die wenigen äußerlichen Änderungen bezogen sich auf neue Leuchteneinheiten und modifizierte Embleme. Auch die geteilte Windschutzscheibe blieb erhalten. Zwei Fahrzeuge erhielten nachträglich auf Kundenwunsch eine einteilige Windschutzscheibe, die zumindest in einem Fall dem Morris Minor entnommen war. Abgesehen von einem einzelnen, extern hergestellten Cabriolet, das sich im Heckbereich vom werksmäßigen 402 unterschied, wurden keine Sonderaufbauten für den Bristol 403 hergestellt.
Der 403 war das letzte Auto von Bristol, das die BMW-„Niere“ im Kühlergrill trug. Er wurde in 300 Exemplaren hergestellt.